# Матущак Віталій Володимирович
Віта́лій Володи́мирович Матуща́к (нар. 17 березня 1960, радгосп Фрунзе АР Крим) — український художник. Член Національної спілки художників України (2023). Батько українського воїна-героя Юрія Матущака.

## Біографія
Народився 17 березня 1960 року в радгоспі Фрунзе (тепер с. Багайли, Фрунзенської сільської ради Євпаторійського району АР Крим). Закінчив Донецьке державне художнє училище (1984—1988) за спеціальністю «художник-оформлювач». Викладачі: Троянов Г. А., Качанов Р. Згодом факультет графіки Української академії друкарства (м. Львів), отримавши кваліфікацію «художник-графік». Викладачі: Сава В. І., Степан Голінчак, Прівєда П. І.

Працював художником Національного театру опери та балету ім. А. Солов'яненка в Донецьку. З початком війни на Донбасі разом із сином 2014 року вступили у добровольчій батальйон «Дніпро-1». Син загинув у боях за Іловайськ, а батько став вимушеним переселенцем і нині [коли?] працює художником-постановником у Вінницькому обласному академічному українському музично-драматичному театрі ім. М. Садовського.

Живе у передмісті Вінниці — с. Зарванці.

## Творчість
Працює у царині графіки.

Основні графічні роботи: «Портрет сина», «На київському майдані», «Бої за Донбас», «Донецьк — місто троянд», «Донецька палітра».

Виставляється з 1989 року на міжнародних, республіканських і обласних виставках живопису, графіки, книжкової графіки, офорту, сценографії.
Як театральний художник оформив вистави «За двома зайцями» Михайла Старицького, «За дверима» Вольфганга Борхерта у Вінницькому обласному театрі ім. Садовського.